# Orangekragad manakin
Orangekragad manakin (Manacus aurantiacus) är en centralamerikansk fågel i familjen manakiner inom ordningen tättingar.

## Kännetecken

### Utseende
Orangekragad manakin är liksom sina släktingar en kompakt, kortstjärtad fågel med en kraftig, krokförsedd näbb, orangefärgade ben och hos hanen en färgglad fjäderdräkt. Den är vanligen 10 cm lång och väger 15.5 g.
Hanen har svart hjässa, vingar och stjärt samt ett svart band tvärs över ryggens mitt. Resten av huvudet, nacken, bröstet och övre delen av ryggen är färgat orange, övergumpen olivgrön och buken lysande gul. Vingarna har en avvikande form som den endast delar med hanar av vitkragad manakin och munkmanakin: de fem yttre handpennorna mycket smala på yttersta halvan och de inre handpennorna tjocka och bågformade.
Honan är olivgrön med gul buk och liknar mycket vitkragad manakin, men de båda arterna delar inte utbredningsområde. Unghanar liknar honan men har en guldaktig anstrykning på bröstet.

### Läte
Hanens läte är ett klart "tjiiuu". Med de modifierade vingarna skapar hanen också dels ett ljudlig knäppande, likt lätet av en gren som bryts, dels diverse rasslande och susande läten.

## Utbredning och systematik
Fågeln förekommer utmed Stillahavssluttningen i södra Costa Rica och västra Panama (i öster till Azuerohalvön). Vissa behandlar den som underart till munkmanakin (Manacus manacus). Den behandlas som monotypisk, det vill säga att den inte delas in i några underarter.

Artens utbredningsområde.

## Levnadssätt
Orangekragad manakin förekommer i halvöppen fuktskog, högvuxen ungskog, skuggiga plantage och trädgårdar. Arten födosöker lågt i träd på jakt efter frukt och insekter.

### Häckning
Liksom andra manakiner har arten ett fascinerande spel på speciella kollektiva platser. Varje hane städar ett område upp till 1,2 meter i diameter så att endast bar jord återstår och hoppar därefter jämfota mellan tunna upprätt stående pinnar, varvid den avger den knäpper med vingarna. Om en hona är närvarande hoppar de tillsammans och överkorsar simultant varandra ovanför spelplatsen. Strupfjädrarna spärras ut så att de liknar ett skägg. Efter parningen lägger honan sedan två brunfläckigt gråa ägg i en grund boskål en halv till 2,5 meter upp i en horisontell grenklyka. Honan bygger ensam boet, ruvar äggen och föder upp ungarna.

## Status och hot
Arten har ett stort utbredningsområde och en stor population, men tros minska i antal på grund av habitatförstörelse, dock inte tillräckligt kraftigt för att den ska betraktas som hotad. Internationella naturvårdsunionen IUCN kategoriserar därför arten som livskraftig (LC). I Panama har fågeln minskat betydligt till följd av skogsavverkning. Världspopulationen har inte uppskattats men den beskrivs som lokalt vanlig eller ganska vanlig.